# VBS.Avm
VBS.Avm je makro virus otkriven 17. rujna 1999. godine. 
Kada se virus aktivira, koristi Microsoft Outlook kako bi posla e-mail svojim autorima. E-mail sadržava IP adresu zaraženog računala.
Virus sebe doda u .vbs datoteke u  \Windows\Desktop, \StartUp, \MyDocuments i sl. te napravi svoju kopiju (Avm.vbs) u Windows mapi (folder). U registarski ključ HKEY_LOCAL_MACHINE\Software\Microsoft\Windows\CurrentVersion\Run dodaje vrijednost Avm kako bi se mogao pokretati tijekom sljedećih podizanja sustava. 